# Ostfriesentee

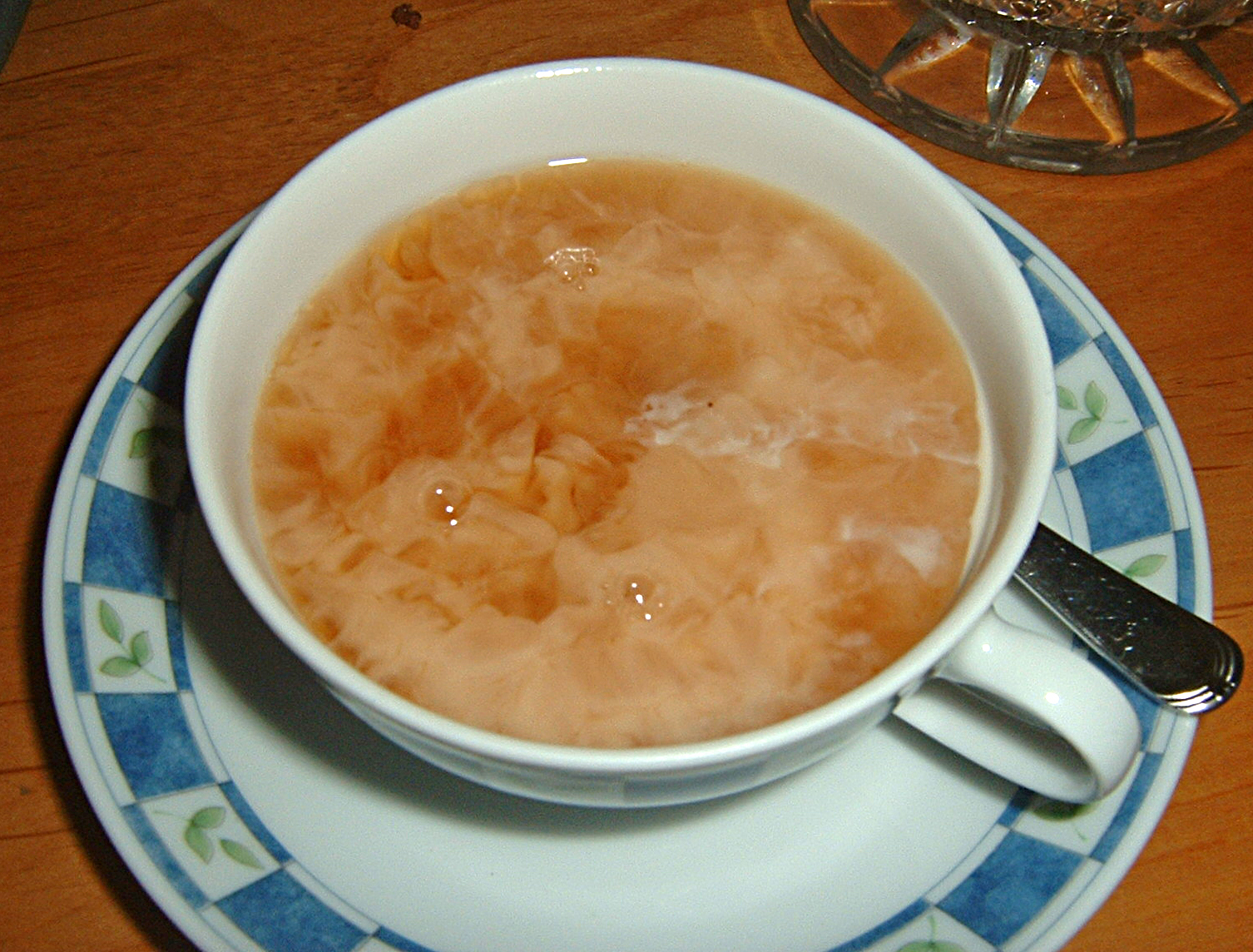
Taza típica de Ostfriesentee.

El Ostfriesentee (en español, ‘Té de Frisia oriental’ o ‘té frisón oriental’) se trata de una mezcla ordenada de tés muy bebida en Frisia oriental, una región del estado federado de Baja Sajonia en la zona costera del norte de Alemania. Este té puede tomarse en esta región debido a los puertos marítimos que podrían tener conexiones con la India. Se trata de una mezcla de hasta diez tés negros de Assam y de Sri Lanka, aunque pueden mezclase con tés de África, de Java y de Sumatra, así como de Darjeeling. La toma del té forma parte de una ceremonia en esta zona de Alemania.

## Cultura del té en Frisia oriental
Existe una cultura especial para servir el té en Frisia oriental en el que se sirve Kluntjes (azúcar cande) y nata.

## Economía
Existen algunas empresas dedicadas al comercio de este té en Frisia oriental, tales como: Bünting-Gruppe, Thiele & Freese, Onno Behrends. Todas ellas ofrecen sus propias mezclas populares en la zona.

## Literatura
- Ingrid Buck: Volkskunde und Brauchtum in Ostfriesland, Verlag Ostfriesische Landschaft, 1988
- Johann Haddinga: Das Buch vom ostfriesischen Tee. 2. Auflage. Schuster Verlag, Leer 1986, ISBN 3-7963-0237-8
- Dietrich Janssen: Ostfriesischer Tee – Teegeschichte, Geschichte, Geschichten und Anekdoten. Wartberg, 2006, ISBN 3-8313-1600-7
- Ernst Müller: De Utrooper's kleines Buch vom ostfriesischer Tee. 1998, ISBN 3-928245-81-3

- Datos: Q2035490